# آدی موسی
آدی موسی (انگلیسی: Adie Moses؛ زادهٔ ۴ مهٔ ۱۹۷۵) بازیکن فوتبال اهل بریتانیا است.
از باشگاه‌هایی که در آن بازی کرده‌است می‌توان به باشگاه فوتبال منزفیلد تاون، باشگاه فوتبال بارنزلی، باشگاه فوتبال کرو آلکساندرا، باشگاه فوتبال لینکولن سیتی، باشگاه فوتبال گینزبورو ترینیتی، و باشگاه فوتبال هادرزفیلد تاون اشاره کرد.
وی همچنین در تیم ملی فوتبال زیر ۲۱ سال انگلستان بازی کرده‌است.